# Георги Мяхов
Георги Ан. Мяхов, известен като Брадата и Батаченин, е български военен деец, войвода на чета на Македоно-одринското опълчение.

## Биография
Мяхов е роден около 1850 година в Батак. При избухването на Балканската война в 1912 година е доброволец в Македоно-одринското опълчение и оглавява партизанска чета (взвод) №58 от 262 души. Четата действа като авангард на настъпващата към Неврокоп Българска армия. При формирането на четата към нея се присъединяват 30 доброволци от Ковачевица, които работят като строители в различни селища на България.
| Чета № 58 на МОО с командир Георги Мяхов | Чета № 58 на МОО с командир Георги Мяхов | Чета № 58 на МОО с командир Георги Мяхов | Чета № 58 на МОО с командир Георги Мяхов | Чета № 58 на МОО с командир Георги Мяхов | Чета № 58 на МОО с командир Георги Мяхов |
| Номер                                    | Име                                      | Години                                   | Околия                                   | Селище                                   | Бележки                                  |
| ---------------------------------------- | ---------------------------------------- | ---------------------------------------- | ---------------------------------------- | ---------------------------------------- | ---------------------------------------- |
|                                          | Ангел Атанасов Велчев                    | 44                                       | Неврокопско                              | Осиково                                  |                                          |
|                                          | Богдан Апостолов                         |                                          | Неврокопско                              | Осиково                                  |                                          |
|                                          | Васил Д. Ангелов                         |                                          | Неврокопско                              | Фотовища                                 |                                          |
|                                          | Георги Арнаудов                          | 36                                       | Радомирско                               | Радомир                                  |                                          |
|                                          | Димитър Брадов                           |                                          | Неврокопско                              | Лещен                                    |                                          |
|                                          | Илия Д. Алексов                          |                                          | Неврокопско                              | Лещен                                    |                                          |
|                                          | Коста Ив. Бабаджанов (Бабаджянов)        | 45                                       | Неврокопско                              | Лещен                                    |                                          |
|                                          | Никола Гайдаджиев                        | 20                                       | Неврокопско                              | Скребатно                                |                                          |
|                                          | Стоян Палев                              | 26                                       | Неврокопско                              | Ковачевица                               |                                          |
|                                          | Стоян Ст. Арабаджийски                   |                                          | Неврокопско                              | Исарлък                                  |                                          |
|                                          | Тодор Апостолов                          | 19                                       | Неврокопско                              | Гърмен                                   |                                          |
|                                          | Фанчо Алексов                            |                                          | Неврокопско                              | Балдево                                  |                                          |